# Urkiola
Urkiola-hágó, (sp.: Puerto de Urquiola) 713 m. tszf. magasságú spanyolországi (Baszkföld) közúti hágó Az Urkiola név valójában a Baszkföld déli régiójában található egész hegyvonulatot – és a hozzá tartozó nemzeti parkot – jelöli. Kerékpárversenyek szervezéséhez is kiváló körülményeket kínál. Évszázadokon keresztül itt haladt át az ország egyik legfontosabb észak-déli közlekedési útja, amely a Vizcayai-öböl (Kantábria) partvidékét az ország középső, kasztíliai és Madrid környéki részével kapcsolta össze.

## Általános helyzetkép

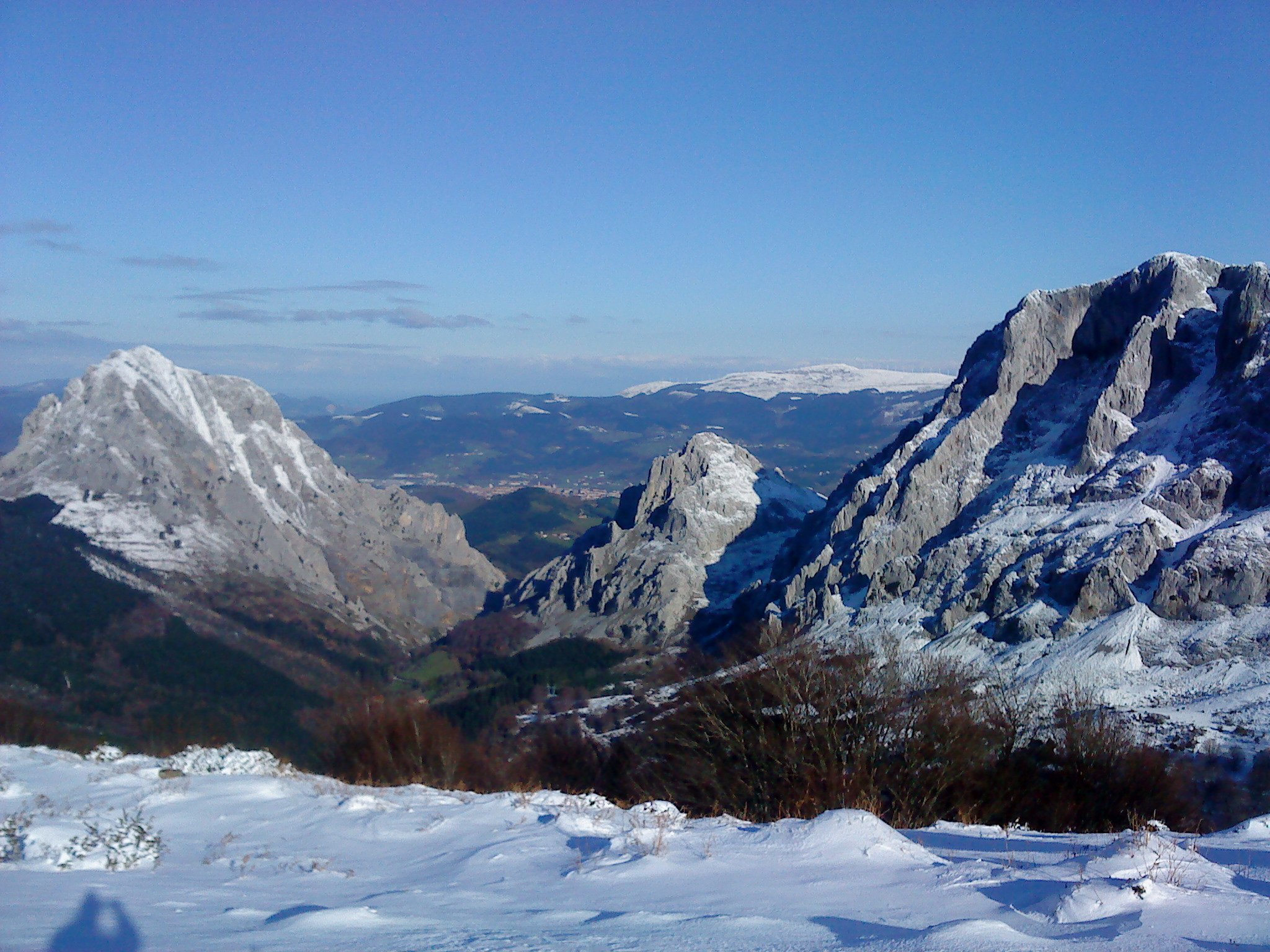
Urkiola-hágó (sp.), Untzillaitz

Az Ibériai félsziget - illetve Spanyolország - területének geológiai képét meghatározó fő egységek közt - a Mezetát követő - második földrajzi tájegységet a szegély-és peremhegységek alkotják. Ezek közül - az Urkiola-hágó szempontjából a Pireneusok nyugati folytatásának tekinthető - részben gyűrt - karbonkori kőzetekből álló Kantábriai-, Asztúriai hegység vidéke alkotja a természetföldrajzi környezetet. Legmagasabb pontja a 2648 méteres Torre de Cerredo, és még több 2000 méteres társával. A hágó közeli hegyek pedig a Mugarra és Untzillaitz. Gazdaság- és kultúrtörténeti szempontból fontos táj-kapcsolatát a Vicayai-öböl melléki síkság(ok) jelentik. Ezek a tengerpartok (costák) érdekesek, látványosak, de a napimádó turisták részéről kevéssé ismertek.
A félszigetet keresztülszelő hegyvonulatok erősen közlekedés-nehezítőként korábban lokális tájegységek kialakulásához és működéséhez vezettek (történelmi tartományok, királyságok, stb). A történelmi tájegységek tehát részben természeti-földrajzi-, részben pedig politikai, gazdasági körülményekből alakultak ki.
Az ország egyesítése után a korábbi királyságok határai között az úgynevezett történelmi tartományok jöttek létre, s ez magyarázza meg azt, hogy Spanyolországban az egyes természeti tájegységek egyúttal a történelmi tartományokkal is azonosak.
Az Urkiola-hágó Baszkföld egyik fontos történelmi közlekedési vonalán - ma a főutak mellett - helyezkedik el, szinte azt jelezve, hogy a történelmi fejlődés során keletkezett közlekedési igények növekedésére miként simulnak egymás mellé újabb és újabb, korszerűbb közúti létesítmények (B-423, N-240, AP-68). Baszkföld lakossága viszonylag konszolidált életszínvonalat tudhat magáénak.A középhegység jellegű vidéket gazdag növényvilág jellemzi, sok - főként újonnan telepített - erdővel. A hagyományos kis halászfalvak és baszk tanyák lakói egyre nagyobb számban dolgoznak a bányászatban, kohászatban, papír- és vegyiparban, hajógyártásban. A tájegységet ezért természeti-társadalmi-gazdasági szempontból - hagyományos kultúrájának megóvására törekvő - átalakulóban levőnek tekinthető. Sajnálatos, hogy a turizmus és az idegenforgalom napfényorientált divatja miatt meglehetősen mellőzi a vidéket. E vonatkozásban káros hatást kelt a baszk szeparatista-mozgalom okozta biztonságveszély is.

## Természeti, földrajzi környezete
Urkiola Park mészkőalapzatú, mészkősziklás, meredek lejtőkkel, vízmosásokkal tagolt karszt síkság. Növényzete változatos és erőteljes táji jelleggel bíró bokros, füves, köves terület, zömében újtelepítésű bükk és fenyőerdőkkel. A mészkő és a jellemző bőséges csapadék a térségben kialakult karsztos domborzatot, és sok víznyelőt és repedéseket, barlangokat, azokban az ősember helyszíni jelenlétének maradványaival.
Bányászati tevékenység fontos a parkban és környékén. Míg a nyersanyag-kitermelésre óta hagyományos tevékenység a föld teszi ki az Urkiola Nemzeti Park, illetve a bányák bezárásával régen. Mészkő kőbányák, bányák külszíni hogy nagy hatással a tájra maradtak aktív kialakulása óta Urkiola Természeti Park.

### Éghajlat
Az éghajlat meleg óceáni, nagy esőzésekkel, ami egyértelműen csökkenti a nyári hőmérsékletet. Az éves csapadékmennyiség mintegy 1500 mm. A hőmérséklet a tengeri befolyásoló hatásának következtében enyhe, és évente 7 °C és 15 °C közti, átlagosan 11 °C.

## Története
Még a 18. század közepén is - április és október közötti időben - napi több, mint 200, vagy akár 400 szekér is áthaladt ezen az úton (és hágón), a kasztíliai kereskedők gyapjúszállítmányaival, s viszont-fuvarként pedig a manariai bányákból származó építő márványkövét. Az útvonal ilyen terheltsége mellett is - vagy talán ennek következtében - katasztrofális állapotba került, olyannyira, hogy a szomszédos Durango járási székhely vezetői a közlekedési nehézségek miatt már a saját városuk gazdasági visszaesésétől tartottak, s ezért az útvonal felújítását rendelték el. Az 1777- ben elkezdett útfelújítás munkálatai 12 éven át folytak. A munkálatok nehézségére utal, hogy a felújításra előirányzott költségek végül majdnem a háromszorosára nőttek.

## Ismertetése

### A hágóút és szakaszai
- Északi hágóút
- A kerékpárverseny-szakasz a hágóig:Manania városból kifelé az Urquola-út meredeken és egyenesen emelkedik. A versenyzői számára az utat szegélyező Mugarra (..m) és Untzillaitz (..m) ormai és oldalai biztosítják a lelátót. Az út elején az emelkedő 10%-os és ez nagyjából a továbbiakban is megmarad. Az első felének nehézsége akkor jön, amikor a második kilométeren az úttest balra kanyarodik, felszökik a Kalero-fal-ra, majd kisimulva feltárul előttünk a második, a négy nyílegyenes szakasz közül, amelyek az Urquiola teljes, 5,7 kilométerét kiteszik.- két és fél véget nem érő kilométer az erdőn át. A leghosszabb ilyen rész a harmadik, amely végül jobbra, majd újra balra fordul, hogy szembenézzen az országúti kerékpározás spanyolországi szakaszainak legrettegettebbikével: a 400 méteres, 14 százalékos Txakurzulo-rámpával. (2009-ben, mint gyakran máskor is, a Subida a Urquiola itt dőlt el, a baszk versenyző, Igor Anton szólótámadásának köszönhetően.

* A hágóterület
* A déli hágóút (a nemzeti parkot feltáró út)

## Jelentősége
A kerékpározás a baszk kultúra újabb elemét képezi. Az Urkiola pedig az a pont, amely összehozza a sportág rajongóit. A Baszkföld hegyei nem magasak, de a csúcsokra vezető utak gyakran meredekek, s erre legjobb példa maga az Urkiola. "Ha csak a helyi népesség rajongása lenne a kvalifikáció feltétele, a professzionális kerékpározás három nagy körversenye - a francia, az olasz és a spanyol - mellé a baszk "tour" is felsorakozhatna és az Urkiolán is átvezető szakaszok ugyanolyan magas státuszra tehetnének szert, mint a Tour de France Alpe d'Huert és a Mont Ventoux-t érintőkörei, vagy a Giro d’Italia útja a Dolomitokon át."
Subida a Urkiola:191 óta szervezett egynapos kerékpárversenyzés, amely alkalommal kétszer hágnak fel a csúcsra: A finis a hágócsúcson levővallási szentély előtere. A 2011-es versenyen részt vevő Daniel Martin ír versenyző a futam után azt mondta, hogy két dologra fog visszaemlékezni az emelkedő kapcsán: az egyik a nehézsége, a másik pedig a verseny napjainak hangulata.

### Urkiolához kapcsolódó személyiségek
- Patricia Urquiola: (1961-), kortárs spanyol építész
- Pedro de Urquiola: spanyol építész a XVII. századból

## Az Urkiola Természeti Park
Urkiola Természeti Park (Parque Natural de Urquiola) Spanyolországban (País Vasco) a Vizcayai-öböl délkeleti részén - Baszkföld északi részén - található, 1989. december 29-én védetté nyilvánított természetvédelmi terület. A védett terület 5958 hektár (14.720 hold) nagyságú. A Park legmagasabb hegycsúcsa az Amboto (1337 m. vagyis: 4386 láb). A baszk mitológiai személy: Mari fő lakhelyének tekintik. Az Urkiola Nemzeti Park és Gorbea Natural Park területrésze fontos környezetvédelmi egység. Emellett tájképi adottságai és könnyen elérhetősége miatt fontos szabadidős és sportolási térség is, régészeti és műemlékvédelem alatt álló látnivalókkal.
- Műemlékek: Katolikus templomszentély (Santuario de Urkiola), un templo católico situado en el parque natural homónimo.
- Természeti, táji értékek
- Történeti emlékhely és objektumai

## Lásd még
- Urquiola (Redirigido desde «Urkiola»)
- Urquiola o Urkiola puede referirse a:
- Parque Natural de Urquiola,
- Santuario de Urkiola, un templo católico situado en el parque natural homónimo.
- Petrolero Urquiola, causante de una marea negra en Galicia (España) en 1976.
- Subida a Urkiola, carrera ciclista.
- Urkiola-folyó (Río Urquiola)
- También es el apellido de:
- Patricia Urquiola (1961-), diseñadora española.
- Pedro de Urquiola: spanyol építész a XVII. században